# ارين إي. تومسون
ارين إي. تومسون (بالإنجليزية: Warren E. Thompson)‏ هو مؤرخ أمريكي، ولد في 1938.